# Борк, Инге
Инге Борк, настоящее имя Ингеборг Симон (нем. Inge Borkh; 26 мая 1921, Мангейм, Германия — 26 августа 2018, Штутгарт, Германия) — швейцарская оперная певица (сопрано). Начав карьеру в качестве актрисы, в 1940 году дебютировала как певица. В числе наиболее известных партий — Саломея и Электра в одноимённых операх Рихарда Штрауса.

## Биография
Ингеборг Симон родилась в 1921 году в Мангейме. Её отцом был Франц-Эмиль Симон, генеральный консул. Из-за его еврейского происхождения в 1935 году семья была вынуждена бежать из Германии: вначале в Женеву, затем в Вену. Первоначально Ингеборг училась на актрису, в том числе в школе Макса Рейнхардта в Вене, а затем играла в театрах Линца (Австрия) и Базеля (Швейцария). Позднее она училась пению в Милане у Муратти и в зальцбургском Моцартеуме.
Дебют Ингеборг как певицы состоялся в 1940 году в Люцерне, в роли Чипры из «Цыганского барона» Штрауса. Именно тогда она взяла себе сценическое имя «Инге Борк». Постепенно от лёгких лирических ролей она перешла к более серьёзным драматическим, в том числе в операх Вагнера (Сента в «Летучем голландце»), Пуччини (Тоска в одноимённой опере) и Верди (Леонора в «Трубадуре»). В период Второй мировой войны Инге Борк продолжала выступать в Базеле, Люцерне и Цюрихе, а в 1943 году впервые исполнила заглавную партию в «Саломее» Рихарда Штрауса. Эта роль, наряду с заглавной ролью в «Электре» того же автора, стала визитной карточкой певицы.
В 1950-х годах Инге Борк выступала в качестве приглашённой певицы в Берлине и Мюнхене. Большой успех имело её исполнение партии Магды Сорель в «Консуле» Менотти в 1951 году в Базеле: публика устроила певице настоящую овацию. После этого она вышла на мировой уровень, выступая в числе прочего в Лондоне, Нью-Йорке, Сан-Франциско, Барселоне, Гамбурге, Лиссабоне, Неаполе. В 1952 году Инге Борк приняла участие в Байрёйтском фестивале (партии Фрейи в «Золоте Рейна» и Зиглинды в «Валькирии» Вагнера). В 1955 году она пела партию Кэтлин в мировой премьере «Ирландской легенды» Вернера Эгка на Зальцбургском фестивале. В том же году состоялось её первое выступление в театре Ла Скала в партии Сильваны из оперы Респиги «Пламя». В 1959 году Инге Борк впервые выступила в Ковент-Гардене (в партии Саломеи), а в 1958 году состоялся её дебют в Метрополитен-опере (в той же роли). Триумфальным стало её выступление в Ковент-Гардене в 1967 году в партии Жены красильщика в опере Рихарда Штрауса «Женщина без тени». Среди мировых премьер, в которых принимала участие певица — оперы «Альцестиада» Луизы Тальма (Франкфурт, 1962) и «Ашмедай» Йозефа Таля (Гамбург, 1971). В числе прочих ролей — Леонора («Фиделио» Бетховена), Агата («Вольный стрелок» Вебера), леди Макбет («Макбет» Верди), Аида (одноимённая опера Верди), Турандот (одноимённое произведение Пуччини), Мария («Воццек» Берга) и другие.
В 1973 году Инге Борк заявила об уходе с оперной сцены. В том же году она получила высшую театральную награду Швейцарии — кольцо Ханса Рейнхарта (Hans-Reinhart-Ring). Впоследствии Инге Борк продолжала выступать в качестве театральной актрисы и певицы кабаре, а также преподавала в Базельской музыкальной академии. В 1996 вышла её автобиография «Ich Komm’ vom Theater Nicht Los …».
Инге Борк скончалась в 2018 году в Штутгарте.